# Zach Stoppelmoor
Zachary "Zach" Stoppelmoor (ur. 11 maja 1999 w Des Moines) – amerykański łyżwiarz szybki, brązowy medalista mistrzostw świata.

## Kariera
Na mistrzostwach świata na dystansach w Hamar w 2025 zdobył brązowy medal w sprincie drużynowym.
Wystartował na mistrzostwach świata czterech kontynentów w Calgary w 2022, zdobywając złoto w sprincie drużynowym i brąz w starcie masowym. Następnie zdobył brązowy medal w sprincie drużynowym na mistrzostwach świata czterech kontynentów w Quebecu w 2023 i złoty w tej samej konkurencji na mistrzostwach świata czterech kontynentów w Hachinohe w 2025.